# Loxoconcha matagordensis
Loxoconcha matagordensis is een mosselkreeftjessoort uit de familie van de Loxoconchidae. De wetenschappelijke naam van de soort is voor het eerst geldig gepubliceerd in 1955 door Swain.